# فرودگاه ویلفرانش – تارار
فرودگاه ویلفرانش-تارار  (به انگلیسی: Villefranche – Tarare Airport) (به زبان بومی: Aéroport de Villefranche - Tarare) یک فرودگاه همگانی  با کد یاتا XVF است که یک باند فرود آسفالت دارد و طول باند آن ۱۰۴۰ متر است. این فرودگاه در شهر  وییوفرانش سور سئون کشور فرانسه قرار دارد و در ارتفاع ۳۲۸ متری از سطح دریا واقع شده است.